# Daniela Ivanova
Daniela Ivanova (19 de junio de 2002) es una deportista letona que compite en halterofilia. Ganó dos medallas en el Campeonato Europeo de Halterofilia, en los años 2022 y 2023, en la categoría de 76 kg.

## Palmarés internacional
| Campeonato Europeo | Campeonato Europeo | Campeonato Europeo | Campeonato Europeo |
| Año                | Lugar              | Medalla            | Categoría          |
| ------------------ | ------------------ | ------------------ | ------------------ |
| 2022               | Tirana (Albania)   | Medalla de plata   | 76 kg              |
| 2023               | Ereván (Armenia)   | Medalla de bronce  | 76 kg              |